# B-клетка
B-клетките са лимфоцити имащи основна роля в хуморалния имунен отговор. Главните функции на В клетките са да синтезират антитела срещу специфични антигени, да изпълняват ролята на професионални антиген представящи клетки (АРС) и да се развиват в В клетки на паметта. В клетките са основен компонент на адаптивния имунен отговор.
Съкращението „B“, в B клетки, идва от бурса на Фабриций, кръвотворен орган при птиците, където те съзряват. При бозайниците, незрелите В клетки се формират в костния мозък.

## Функции
Човешкото тяло всеки ден произвежда милиони различни видове В клетки, които циркулират в кръвообращението и лимфната система, изпълнявайки ролята на имунологично „куче пазач“. Докато не са напълно активирани те не произвеждат антитела. Всяка В клетка си има уникален В клетъчен рецептор (BCR) на повърхността си, който е специфичен и свързва конкретен антиген. BCR е мембранно свързан имуноглобулин, който е молекулата, която позволява В клетките да бъдат отдиференцирани от другите типове лимфоцити. Също така е и основния протеин отговорен за В клетъчната активация. След като В клетката попадне на специфичния за нея антиген и получи допълнителен сигнал от CD4+ T лимфоцит, тя може да се диференцира в един от двата вида клетки – плазматична клетка или В клетка на паметта. В клетките могат да се диференцират в един от тези видове клетки директно или, по-честия вариант, могат да претърпят междинна стъпка на диференциация, в герминативните центрове, където В клетките претърпяват соматични хипермутации. Процес, при който вариабилния регион на имуноглобулиновия ген мутира с висока честота и евентуално се осъществява превключване на имуноглобулиновия клас. Други функции на В клетките включват антигенно представяне, секреция на цитокини и организация на лимфоидната тъкан.

### Клоналност
B клетките съществуват като клонове. Всички В клетки произхождат от обща пра В клетка, така че антителата продукт на прогените (преди пренареждането, виж по-долу) разпознават и свързват един и същ специфичен участък (епитоп) от повърхността на антигенната молекула. Огромното разнообразие на имунния отговор се дължи на наличието на до 109 клона способни да рапознават различни антигени. При среща на В клетка или клон на В клетки с обща специфичност с техния антиген, те се далят и дават началото на множество В-клетки. Повечето от тези В клетки се диференцират в плазматини клетки, секретиращи антитела в кръвта специфични към същия епитоп предизвикал клоналната експанзия. Малка група преживява като клетки на паметта, които разпознават единствено същия епитоп. При всеки клетъчен цикъл, обаче, броя на тези клетки на паметта се увеличава. Това увеличене на броя им е свързано и с явлението зреене на афинитета при което се създават и поддържат В клетки с увеличен афинитет към антигена. При последващ сблъсък с антигена и клонална експанзия на клонове с подобрена специфичност на имунния отговор се развива така наречения вторичен имунен отговор. B клетки, които се сблъскват с антиген за първи път се означават като наивни B клетки.

### Видове В клетки
- Плазматични клетки (известни и като плазмоцити и ефекторни B-клетки) са големи, крайно диференцирани В-клетки. Те са били изложени на антигена и секретират големи количества антитела, които спомагат за разрушаването на микроорганизмите като се свързват за тях и ги правят по-достъпни мишени за фагоцитоза както и активират системата на комплемента. При електронна микроскопия на тези клетки се наблюдава силно развита зърнеста ендоплазмена мрежа, в която се синтезират антителата. Плазматичните клетки са кратко живущи и претърпяват апоптоза когато иницииращия агент предизвикал имунния отговор бъде елиминиран.

- В-клетки на паметта се получават от активирани В-клетки специфични за даден антиген при среща по време на първичния имунен отговор. Тези клетки са дълго живущи и при нужда се делят бързо в отговор на повторна среща с антигена.

- B-1 клетките експресират приоритетно IgM, а не IgG като техните рецептори демонстрират полиспецифичност, което означава, че имат слаб афинитет към много антигени. B-1 клетките се срещат слабо в лимфните възли и слезката, но се откриват в по-големи количества в коремната и гръдната кухина.[2][3]

- B-2 клетки са типичните В клетки.

## Патология
Отклоненията в продукцията на антитела от В клетките е замесено в патологията на много автоимунни заболявания, като ревматоиден артрит, системен лупус еритрематозус и други. Също така при неопластична трансформация се развиват различни ракови заболявания, например B-лимфома.